# William Styron

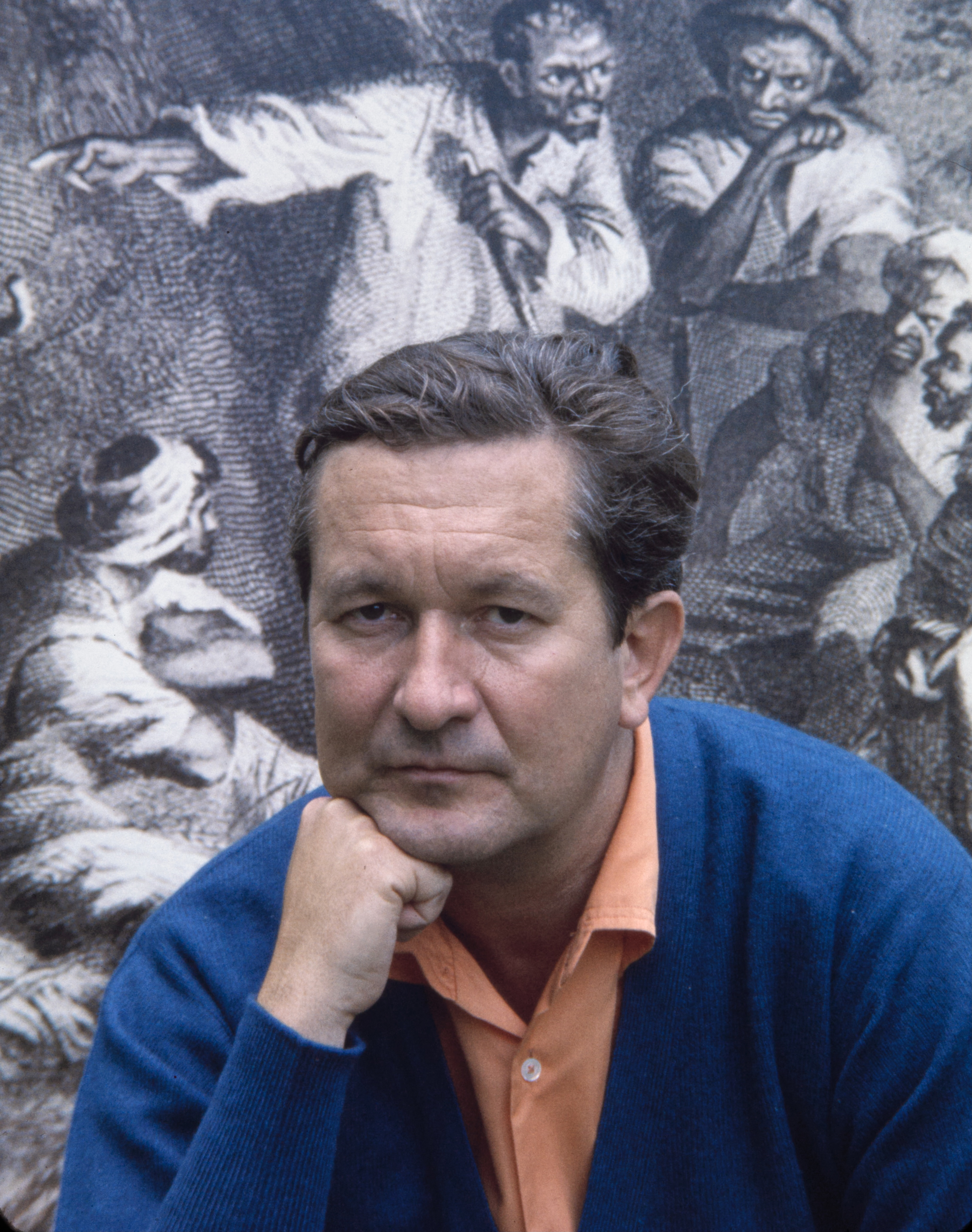
William Styron (1967)

William Clark Styron, Jr. (* 11. Juni 1925 in Newport News, Virginia; † 1. November 2006 in Martha’s Vineyard, Massachusetts) war ein US-amerikanischer Schriftsteller.

## Biographie
William Styron wurde in Newport News im amerikanischen Bundesstaat Virginia geboren, nicht weit entfernt von dem Schauplatz der Sklavenrebellion von 1831, die später das Thema seines berühmtesten und am meisten diskutierten Romans wurde. Nach dem Studium an der Duke University in North Carolina und später an der New School of Social Research in New York meldete er sich während des Zweiten Weltkrieges als Freiwilliger im Marinekorps, kam jedoch nicht zum Kriegseinsatz. Nachdem er für kurze Zeit im Lektorat des McGraw-Hill Verlages tätig gewesen war, hielt er sich für längere Zeit in Europa, insbesondere in Paris und Rom auf, um sich anschließend nach einem kürzeren Wehrdienst als Reserveoffizier während des Koreakriegs 1954 in Roxbury, Connecticut, niederzulassen, wo er sich ausschließlich seiner schriftstellerischen Tätigkeit widmete.
Styron schrieb für viele amerikanische Magazine Essays und Kritiken und verfasste zahlreiche gesellschaftskritische Romane, die in der Erzähltradition des Südens von William Faulkner, Robert Penn Warren und Thomas Wolfe stehen. Mit Faulkner und Warren hatte Styron nicht nur den südstaatlichen Hintergrund gemeinsam, sondern war ebenso darum bemüht, die Prägung bzw. Bestimmung des Menschen und der Gesellschaft durch Vergangenheit und Geschichte in der fiktiven Welt seiner Charaktere darzustellen. Besonders akzentuiert werden seine Romane bereits dadurch, dass deren Schauplatz nicht wie in den meisten Werken der beiden anderen Autoren in Mississippi oder Kentucky angesiedelt ist, sondern stattdessen vor allem in Virginia als der „Wiege der amerikanischen Nation“.
Für den Roman Die Bekenntnisse des Nat Turner wurde er 1968 mit dem Pulitzer-Preis ausgezeichnet, außerdem wurde er in jenem Jahr zum Mitglied der American Academy of Arts and Sciences gewählt. 1970 wurde er von der American Academy of Arts and Letters, deren Mitglied er ab 1966 war, für diesen Roman mit der William Dean Howells Medaille ausgezeichnet. Für sein Lebenswerk wurde er 1985 mit dem französischen Prix mondial Cino Del Duca geehrt. William Styron starb am 1. November 2006 auf der Insel Martha’s Vineyard im US-Staat Massachusetts an einer Lungenentzündung.
Styron litt an schwersten Depressionen. Seine diesbezüglichen Erfahrungen verarbeitete er unter anderem 1989 in dem Werk Darkness Visible.

## Werke

### Romane (Auswahl)
- Geborgen im Schoße der Nacht (Lie Down in Darkness), 1951
- Und legte Feuer an dies Haus (Set This House on Fire), 1960
- Die Bekenntnisse des Nat Turner (The Confessions of Nat Turner), 1967
- Sophies Entscheidung (Sophie’s Choice), 1979

### Autobiographische Texte
- Sturz in die Nacht. Geschichte einer Depression (Darkness Visible: A Memoir of Madness), 1990

## Verfilmungen
- 1998: Shadrach – Die Heimkehr des Fremden (Shadrach)
- 1982: Sophies Entscheidung (Sophie’s Choice)
- 1968: Gauner, Kronen und Juwelen (Crooks and coronets)